# Nolanaceae
Nolanaceae is een botanische naam, voor een familie van tweezaadlobbige planten. Een familie onder deze naam wordt met een zekere regelmaat erkend door systemen van plantentaxonomie, maar niet door het APG-systeem (1998) en het APG II-systeem (2003). Volgens APG worden de betreffende planten ingedeeld in de nachtschadefamilie (Solanaceae).
In het Cronquist-systeem (1981) is de plaatsing in de orde Solanales.